# Oberösch
Oberösch (toponimo tedesco) è una frazione di 104 abitanti del comune svizzero di Ersigen, nel Canton Berna (regione dell'Emmental-Alta Argovia, circondario dell'Emmental).

## Storia

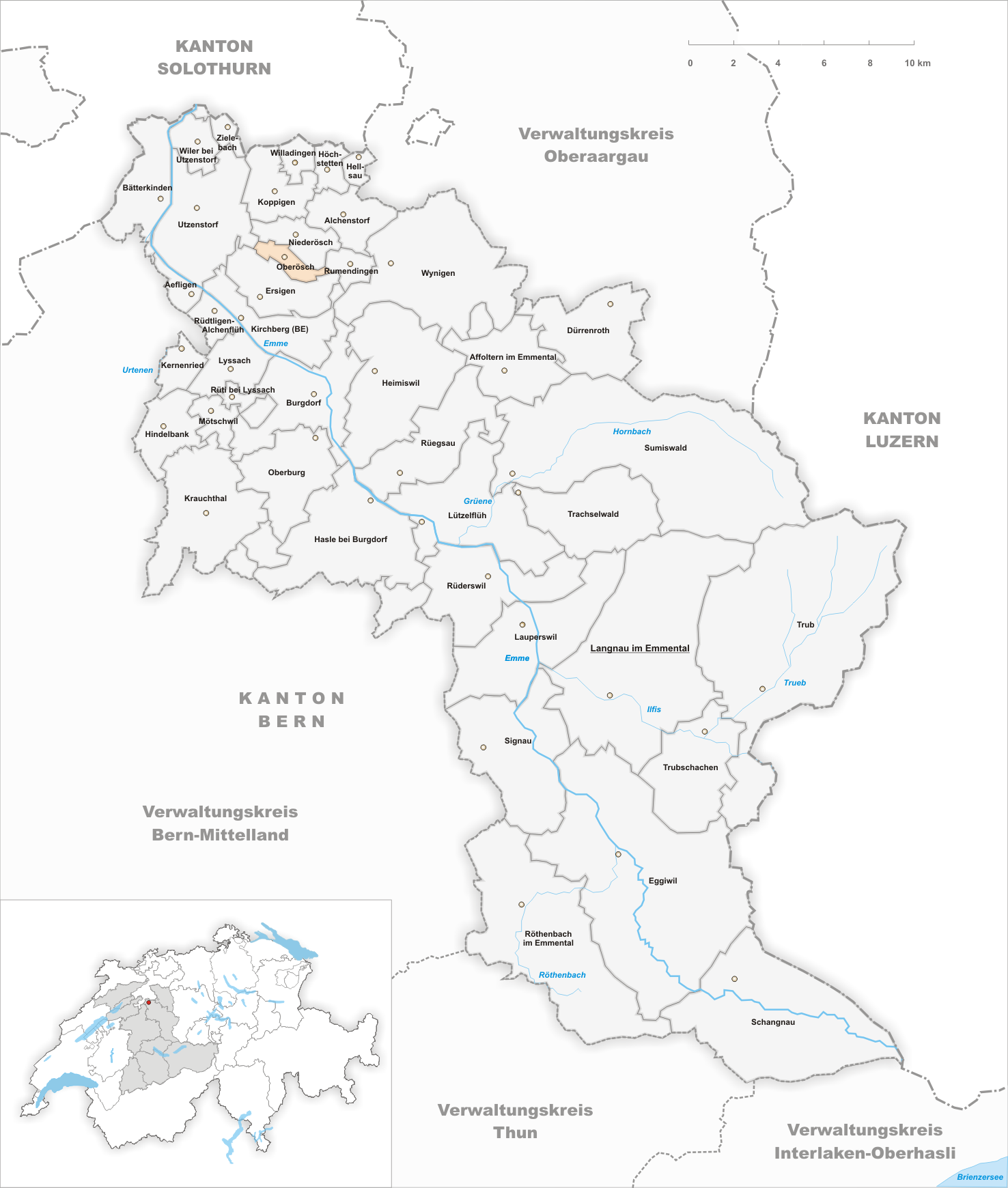
Il territorio del comune di Oberösch prima degli accorpamenti comunali del 2016

Già comune autonomo che si estendeva per 2,1 km², il 1° gennaio 2016 è stato incorporato a Ersigen assieme all'altro comune soppresso di Niederösch.

## Società

### Evoluzione demografica
L'evoluzione demografica è riportata nella seguente tabella:
Abitanti censiti

## Amministrazione
Ogni famiglia originaria del luogo fa parte del cosiddetto comune patriziale e ha la responsabilità della manutenzione di ogni bene ricadente all'interno dei confini del comune.